# Chiesa di San Francesco di Paola (Cagliari)
La chiesa di San Francesco di Paola, anticamente detta San Francesco al Molo, è un luogo di culto cattolico di Cagliari. Sorge in via Roma, nel quartiere Marina.
Il tempio, officiato dai frati Minimi, è dedicato al santo, compatrono della città dal 1907, a cui venne attribuito il miracolo di aver liberato Cagliari dalla siccità del 1739. In quella occasione la Municipalità fece un voto, sciolto annualmente con una celebrazione che si svolge nella chiesa e con una processione a mare il 13 del mese di maggio..

## Storia e descrizione
Il terreno vicino al porto, dove ancora oggi sorge la chiesa, venne concesso ai frati dell'Ordine dei Minimi, che arrivarono in Sardegna nel 1625. Prima della fine del XVII secolo i frati eressero la chiesa e il loro convento. L'attuale facciata, in stile neoclassico, venne eretta nel 1932.
La parte inferiore del prospetto è dotata di un portico a tre archi a tutto sesto, allineato ai portici dei palazzi che sorgono in questo tratto della via Roma e che formano l'elegante passeggiata. Un timpano, sostenuto da quattro colonne con capitelli corinzi, chiude la parte superiore della facciata. L'interno è costituito da un'unica navata, con volta a botte scandita da archi traversi. L'imposta della volta è percorsa da una cornice aggettante, retta dalle asciutte paraste delle pareti laterali. Tre le paraste si inseriscono gli altari laterali, alcuni lignei e altri marmorei, in stile barocco, contenenti pregevoli tele e sculture sei - settecentesche. Sul fondo dell'aula si trova l'area presbiteriale, sopraelevata (sotto si trova l'antica cripta sepolcrale dei frati) e chiusa da una balaustra marmorea. L'imponente e sontuoso altare maggiore è opera dello scultore Giovanni Battista Spazzi, che lo realizzò intorno al 1793; nella nicchia centrale è ospitata una statua lignea settecentesca del santo titolare. Sulla lunetta della parete di fondo e sulla volta del presbiterio sono dipinti la Canonizzazione di San Francesco da Paola e il Padre Eterno in gloria con la Colomba dello Spirito Santo, opere realizzate dal pittore cagliaritano Bacicia Scano agli inizi del XX secolo.

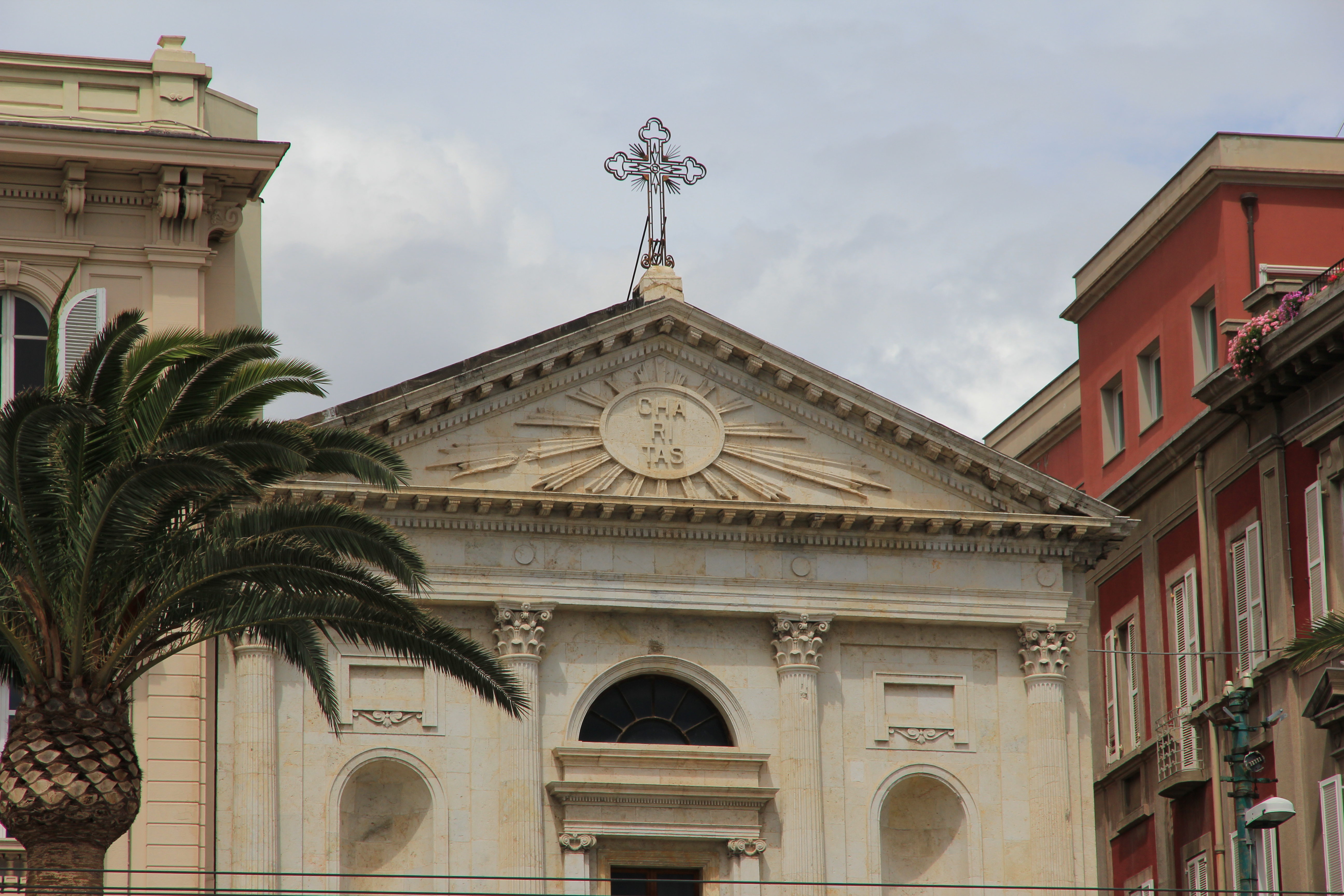